# Drei-Alpha-Prozess

Drei-Alpha-Prozess

Durch den Drei-Alpha-Prozess (3α-Prozess) werden im Inneren von Sternen drei Helium-Kerne (α-Teilchen) durch Kernfusionsreaktionen in Kohlenstoff umgewandelt und senden dabei Gammastrahlung aus. Dies wird auch als Heliumbrennen oder, nach seinem Entdecker Edwin Salpeter, als Salpeter-Prozess bezeichnet.

## Voraussetzungen
Der Drei-Alpha-Prozess kann nur bei Temperaturen über 100 Millionen Kelvin ablaufen und setzt das ausreichende Vorkommen von Helium voraus. Daher tritt er normalerweise nur in den Zentren von Sternen in späten Phasen ihrer Entwicklung auf, in denen ein höherer Druck und höhere Temperaturen als momentan in der Sonne herrschen und der vorhandene Wasserstoff durch die Proton-Proton-Kette oder den Bethe-Weizsäcker-Zyklus (CNO-Zyklus) vollständig in Helium umgewandelt wurde. Bei den notwendigen Temperaturen sind alle beteiligten Atomkerne vollständig ionisiert, d. h. ohne Elektronenhülle. Zu einem stabilen Heliumbrennen bedarf es einer Kernmasse von mindestens 0,3 Sonnenmassen, der Ausgangsstern muss dafür eine Anfangsmasse von wenigstens ca. 0,7 Sonnenmassen gehabt haben. Ein Kennzeichen des Drei-Alpha-Prozesses ist dabei die extreme Temperaturabhängigkeit.
Bei Sternen mit weniger als  ca. 2,5 Sonnenmassen liegen die Elektronen vor Einsetzen des Drei-Alpha-Prozesses als entartetes Fermigas vor. Dadurch kommt es zu einem vergleichsweise plötzlichen Einsetzen des Drei-Alpha-Prozesses, dem sogenannten Helium-Blitz. Bei allen Sternen von 0,7 … 2,5 Sonnenmassen geschieht dies beim Erreichen einer Kernmasse von 0,45 Sonnenmassen und in etwa der gleichen Leuchtkraft auf dem Roten-Riesen-Ast (ca. 2000 Sonnenleuchtkräften). Das bewirkt, dass im Hertzsprung-Russell-Diagramm der Rote-Riesen-Ast an dieser Stelle plötzlich zu enden scheint (es gibt oberhalb davon keine Sterne mehr). Damit eignet sich die Suche nach solchen Sternen („Top-Of-RGB-Sternen“) in Sternhaufen sehr gut zur Alters- und Entfernungsbestimmung. Schwerere Sterne erreichen die Bedingungen für das Heliumbrennen, bevor die Entartung des Kerns beginnt.
Die Sonne wird erst beim Eintritt in die letzte Phase ihres Lebenszyklus, in etwa 7 Milliarden Jahren, in der Lage sein, das so genannte Heliumbrennen („Verbrennen“ von Helium) zu starten, nachdem in ihrem Kernbereich der ganze Wasserstoff durch das Wasserstoffbrennen zu Helium fusioniert wurde. Der erhöhte Strahlungsdruck während des Heliumbrennens führt zu einem Aufblähen der äußeren Sonnenschichten, die sich nun wegen der größeren Oberfläche abkühlen, woraufhin sich das Strahlungsspektrum der Photosphäre der Sonne zu längeren Wellenlängen verschiebt. Ein Stern in diesem Zustand wird darum als Roter Riese bezeichnet.

## Ablauf
Im Einzelnen läuft beim 3α-Prozess Folgendes ab:
{\displaystyle \mathrm {\ ^{4}He+\ ^{4}He\longrightarrow \ ^{8}Be+\gamma -\ 0{,}09178\ MeV} } (endotherm)
{\displaystyle \mathrm {\ ^{8}Be+\ ^{4}He\longrightarrow \ ^{12}C+\gamma +\ 7{,}367\ MeV} } (exotherm)
Der frei werdende Nettoenergiebetrag bei diesem Prozess ist 7,275 MeV.
Der im ersten Schritt erzeugte Berylliumkern 8Be ist instabil und zerfällt mit einer Halbwertszeit von nur 8,2·10−17 s wieder in zwei Heliumkerne 4He; deshalb ist es für die Erzeugung eines Kohlenstoffkerns notwendig, dass drei α-Teilchen nahezu gleichzeitig zusammenstoßen. Dies ist extrem unwahrscheinlich, und deshalb entsteht nur sehr langsam auf diese Weise eine merkliche Menge Kohlenstoff.
Die Wahrscheinlichkeit der Hinreaktion zu 8Be steigt mit der Temperatur, während der atomare Zerfall von 8Be von der Temperatur unabhängig ist. Die Folge ist ein mit der Temperatur steigender Gehalt an 8Be, welcher den zweiten Fusionsschritt zu 12C immer wahrscheinlicher macht. Die Energiefreisetzungsrate ist beim 3α-Prozess proportional zur 40. Potenz der Temperatur. Mithin bewirkt eine Erhöhung der Temperatur um 5 % eine Steigerung der Energiefreisetzung auf das 7-Fache. Damit ist das Heliumbrennen der am stärksten temperaturabhängige Kernprozess in Sternen.
Durch den Urknall konnte praktisch kein Kohlenstoff produziert werden, weil die Temperatur dabei zu rasch unter diejenige Temperatur abfiel, die für die Fusion benötigt wird. Dieses Problem wird auch als Beryllium-Barriere bezeichnet.

Die Energie des zweiten Anregungszustands von ^{12}C liegt nahe bei der Gesamtenergie von ^{8}Be und ^{4}He. Ohne ihn wäre die Fusion beider Kerne noch weit unwahrscheinlicher (beinahe unmöglich)

Eigentlich ist die Lebensdauer von 8Be viel zu kurz, als dass 12C in nennenswertem Umfang entstehen könnte. Die geringe Wahrscheinlichkeit des 3α-Prozesses wird aber dadurch gemildert, dass
- der Grundzustand von 8Be fast genau der Energie zweier α-Teilchen entspricht.
- die Energie der beiden Kerne 8Be und 4He zusammen sehr nahe bei der Energie eines bestimmten Anregungszustands des 12C liegt.

Beide Teilschritte des Prozesses sind also Resonanzen mit entsprechend erhöhtem Wirkungsquerschnitt.
Aus der Tatsache, dass es im Universum in nennenswertem Umfang 12C und andere Nuklide jenseits der Beryllium-Barriere gibt, also letztlich aus der Existenz von Kohlenstoff-basiertem Leben, hatte Fred Hoyle geschlussfolgert, dass es diesen angeregten 12C-Zustand geben müsse. Der experimentelle Nachweis gelang William Fowler. Hierfür bekam Fowler – nicht aber Hoyle – 1983 den Nobelpreis für Physik. In der Existenz dieses angeregten Niveaus von 12C und der geringen Wahrscheinlichkeit weiterführender Fusionsprozesse nach der Synthese von Sauerstoff sah Fred Hoyle einen Hinweis auf die Existenz einer schöpfenden Kraft. Diese spezielle Problematik gliedert sich allerdings in den Gesamtkomplex der noch nicht verstandenen, tatsächlichen oder scheinbaren Feinabstimmung der Naturkonstanten im Rahmen des anthropisches Prinzips ein.

## Folgereaktionen
Eine Folgeerscheinung des 3α-Prozesses ist, dass Kohlenstoffkerne 12C mit weiteren Heliumkernen 4He fusionieren können, wobei das stabile Isotop 16O des Sauerstoffs erzeugt und Energie freigesetzt wird:
{\displaystyle \mathrm {\ ^{12}C+\ ^{4}He\longrightarrow \ ^{16}O+\gamma +\ 7{,}162\ MeV} }
Diese Fusionsreaktion setzt mit nur einem weiteren Heliumkern eine fast genau so große Energiemenge wie der 3α-Prozess frei. Beide Prozesse konkurrieren nun um das verbleibende Helium im Kern. Da die Gesamtleuchtkraft des Kerns sich durch den zusätzlichen Energiegewinn wegen des Gleichgewichts im Stern nicht erhöhen kann, muss die Kerntemperatur in Folge absinken. Weil der 3α-Prozess aber eine höhere Temperaturabhängigkeit als das Helium-Kohlenstoff-Brennen hat, kommt es bei masseärmeren Sternen dazu, dass sich das Gleichgewicht der beiden Fusionsprozesse weg vom 3α-Prozess verschiebt: Mit dem verbleibenden Helium im Kern und dem anfangs erzeugten Kohlenstoff wird später fast nur noch Sauerstoff erzeugt. Es entsteht der Effekt, dass anfangs der Kohlenstoffanteil im Kern mit dem 3α-Prozess zwar erwartungsgemäß ansteigt, danach aber mit der Erzeugung von Sauerstoff wieder sinkt. Bei schweren Sternen ist aufgrund der leicht höheren Kerntemperaturen dagegen der dann viel schneller ablaufende 3α-Prozess im Vorteil, es wird hier in Folge nur wenig Sauerstoff erzeugt. 
Der nächste Umwandlungsschritt, bei dem Sauerstoff 16O mit α-Teilchen fusionieren würde, um Neon 20Ne zu erzeugen, stellt sich aufgrund von Kernspinregeln als unwahrscheinlich heraus. Demnach produziert die stellare Nukleosynthese aus Helium große Mengen an Kohlenstoff und Sauerstoff, wird aber von einer Umwandlung dieser Elemente in Neon und schwerere Elemente weitgehend abgehalten. Sowohl Sauerstoff als auch Kohlenstoff bilden damit die „Asche“ des Heliumbrennens; der Kern des Sterns besteht am Ende dieser Fusionsphase im Wesentlichen aus diesen beiden Elementen.
Bei Sternen bis ca. 8 Sonnenmassen endet die Energiefreisetzung durch Kernfusion hier. Bei schweren Sternen setzt bei noch höheren Temperaturen und Dichten das Kohlenstoffbrennen ein. Verglichen mit dem Heliumbrennen wird beim Kohlenstoffbrennen und den Folgeprozessen aber weitaus weniger Energie freigesetzt. Die Bindungsenergie schwererer Kerne ist nur geringfügig höher, und viel Energie geht dem Stern durch die massenhaft entstehenden Neutrinos verloren, die ohne Wechselwirkung mit der Sternmaterie einen großen Teil der Energie nach außen tragen.